# Rafaił Pierielsztiejn
Rafaił Jakowlewicz Pierielsztiejn (ros. Рафаил Яковлевич Перельштейн, ur. 19 sierpnia 1909, zm. 9 marca 1978) – radziecki reżyser filmowy. Jeden z najbardziej znanych reżyserów turkmeńskiego i tadżyckiego kina radzieckiego. Zasłużony Działacz Sztuk Tadżyckiej SRR (1961). Ukończył studia na wydziale reżyserskim WGIK (1936). Był reżyserem w studiach Mieżrablomfilm, Sojuzdietfilm i Tadżykfilm.

## Wybrana filmografia

### Asystent reżysera
- 1938: Dzieciństwo Gorkiego
- 1939: Wśród ludzi
- 1940: Moje uniwersytety
- 1941: Wojenny almanach filmowy nr 7 (Боевой киносборник №7) (nowela)
- 1942: Jak hartowała się stal (Как закалялась сталь)
- 1943: Tęcza (Радуга)
- 1947: Nauczycielka wiejska

### Reżyser
- 1954: Syn pastucha (Сын пастуха)
- 1957: Spotkałem dziewczynę (Я встретил девушку)